# Boonoo Boonoo (fiume)
Il  Boonoo Boonoo (44 km) è un fiume australiano che attraversa il nord-est del Nuovo Galles del Sud.
Il fiume nasce 1 km a nord della città Boonoo Boonoo ad un'altitudine di 955 m. 
Sette tra torrenti e fiumi sfociano nel Boonoo Boonoo, i cinque più lunghi sono: Bookookoorara Creek, Gilcurry Creek, Carroll Creek, Hells Hollow Creek e Two Mile Creek. 
Il Boonoo Boonoo scorre verso nord-ovest circa 20 km a nord di Tenterfield nel parco nazionale di Bald Rock, insieme al fiume Maryland ad un'altitudine di 249 m forma il Clarence.
Nella sua parte superiore attraversa la parte occidentale del parco nazionale di Boonoo-Boonoo.